# 프리덤 홀
프리덤 홀(영어: Freedom Hall)는 미국 켄터키주 루이빌에 위치한 실내 경기장이다. 과거 IHL 루이빌 레벌스와 ABA 켄터키 커널스그리고 AHL 루이빌 팬서스의 홈경기장으로 사용했다.
| ABA 올스타전 개최 경기장 |                  |             |
| 1971년                   | 1972년 프리덤 홀 | 1973년      |
| 그린즈버러 콜리시엄      | 1972년 프리덤 홀 | 솔트 팰리스 |
|                          |                  |             |
|                          |                  |             |